# Osteria Francescana
Osteria Francescana er en gourmetrestaurant i Modena, Italien, ejet og drevet af kokken Massimo Bottura.
Den har tre stjerner i michelinguiden, og den har førstepladsen i den italienske madguide l'Espresso - Ristoranti d'Italia med 20/20 point.
I 2016 og 2018 udnævnte William Reed Business Media Osteria Francescana som verdens bedste restaurant. I 2015 og 2017 var det den næstbedste.